# 콜버그 크래비스 로버츠

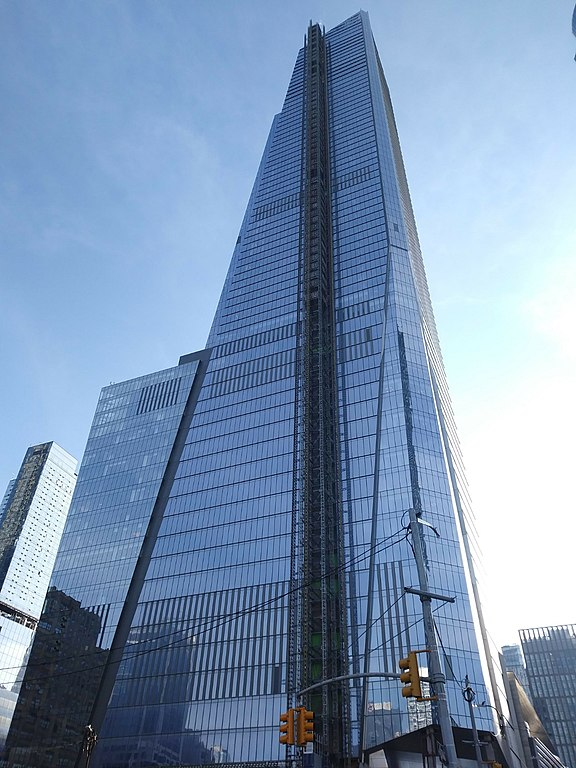

콜버그크래비스로버츠(Kohlberg Kravis Roberts, KKR & Co)는 전략파트너, 해지 펀드를 통해 사모펀드, 에너지, 기반 시설, 부동산, 신용 등 여러 대안자산분류를 관리하는 미국의 글로벌 투자 기업이다. 2021년 12월 3일, 이 기업은 (6750억 달러 총 기업 가치의) 포트폴리오 기업에서 650건이 넘는 사모펀드투자를 완수했다.:7
이 기업은 제롬 콜버그 주니어와 사촌 헨리 크래비스, 조지 R. 로버츠에 의해 1976년 설립되었으며 이들 모두 한때 베어스턴스에서 함께 일했고 그곳에서 최초의 차입매수 거래 중 일부를 완료했다.

## 기업
KKR은 뉴욕주 맨해튼 30 허드슨 야드에 본사를 두고 있으며 오피스는 멘로파크, 샌프란시스코(캘리포니아주), 휴스턴(텍사스주), 런던, 더블린, 파리 (프랑스), 마드리드, 룩셈부르크, 홍콩, 도쿄도, 베이징시, 상하이시, 뭄바이, 두바이, 리야드, 서울특별시, 상파울루, 싱가포르, 시드니에 위치해 있다.